# 1451 Granö
1451 Granö eller 1938 DT är en asteroid upptäckt 22 februari 1938 av den finske astronomen Yrjö Väisälä vid Storheikkilä observatorium. Asteroiden har fått sitt namn efter Johannes Gabriel Granö, docent i geografi.
Den tillhör asteroidgruppen Flora.